# Puppy Love (film fra 1919)
Puppy Love er en amerikansk stumfilm fra 1919 af Roy William Neill.

## Medvirkende
- Josephine Crowell som Mercy Winters
- Helen Dunbar
- Emily Gerdes som Phyllis Winters
- Harold Goodwin som James Gordon Oliver
- Alice Knowland som Saraphina Winters